# Ameroglossum pernambucense
Ameroglossum pernambucense är en grobladsväxtart som beskrevs av Eb. Fischer, S. Vogel och A. V. Lopes. Ameroglossum pernambucense ingår i släktet Ameroglossum och familjen grobladsväxter. Inga underarter finns listade i Catalogue of Life.